# Джамалгандж
Джамалгандж (бенг. জামালগঞ্জ, англ. Jamalganj) — город на северо-востоке Бангладеш, административный центр одноимённого подокруга. Площадь города равна 11,58 км². По данным переписи 2001 года, в городе проживало 14 968 человек, из которых мужчины составляли 53,12 %, женщины — соответственно 46,88 %. Плотность населения равнялась 1292 чел. на 1 км². Уровень грамотности взрослого населения составлял 26,7 % (при среднем по Бангладеш показателе 43,1 %). 